# Tiziano Longo
Tiziano Longo (Rimini, 24 aprile 1924 – Rimini, 10 gennaio 1978) è stato un regista e sceneggiatore italiano.

## Filmografia

### Regista e sceneggiatore
- Sedici anni (1973)
- La profanazione (1974)
- Lo stallone (1975)
- Onore e guapparia (1977)

### Regista
- Michelino Cucchiarella (1964)
- La prova d'amore (1974)
- Peccatori di provincia (1976)
- Mala, amore e morte (1977)

### Sceneggiatore
- Ricordami, regia di Ferdinando Baldi (1955)
- Amarti è il mio destino, regia di Ferdinando Baldi (1957)
- Agente Sigma 3 - Missione Goldwather, regia di Gian Paolo Callegari (1967)
- Bella di giorno moglie di notte, regia di Nello Rossati (1971)

### Produttore
- Lo sparviero dei Caraibi, regia di Piero Regnoli (1962)
- Silenzio: si uccide, regia di Guido Zurli (1967)